# Kozia Woda
Kozia Woda [pronunciación en polaco: /ˈkɔʑa ˈvɔda/] es un pueblo en el distrito administrativo de Gmina Ładzice, dentro del Distrito de Radomsko, Voivodato de Łódź, en el centro de Polonia. Se encuentra aproximadamente 3 kilómetros al noroeste de Ładzice, 10 kilómetros al oeste de Radomsko, y 77 kilómetros al sur de la capital regional, Łódź.
El pueblo tiene una población de 50 habitantes.